# Bramantino
Bartolomeo Suardi zvaný Bramantino (přibližně 1456 – přibližně 1530) byl italský malíř a architekt, který působil především v oblasti Lombardie.

## Život
První písemný doklad o Bartolomeu Suardim pochází ze dne 8. prosince 1480. Hovoří o tom, že chlapcova matka Pietrina da Sulbiate svého syna dala do zlatnické dílny Francesca de Caseris, v níž má setrvat šest let. Dokument dále uvádí, že mladík do Milána přichází z Bergama.
V roce 1487 byl již zřejmě úspěšným malířem, kterému toto povolání vynášelo dostatečné množství peněz, a tak si mohl pořídit vlastní dům blízko jedné z milánských brán Porta Nuova. Pracoval pro nejvýznamnější osobnosti centra Lombardie, jako byl Lodovico il Moro, a po invazi Francouzů roku 1499 do Milána i pro Louise de Luxembourg, hraběte z Ligny. Jeho soukromý život se před rokem 1502 naplnil sňatkem s Elisabettou Della Chiesa, jež věnem přinesla do manželství velké množství majetku, například i mlýn. Pozice Bramantina neustále posilovala. Roku 1503 se žádala jeho rada ve fabrice milánského dómu a byl dokonce vyzván ke kopírování slavné Poslední večeře od Leonarda da Vinci v refektáři kláštera u kostela Santa Maria delle Grazie v Miláně. Svou nejrozsáhlejší známou zakázku, cyklus dvanácti rozměrných tapiserií, obdržel už roku 1501. Roku 1508 pobýval v Římě, kam přišel kvůli výzdobě apartmánů pro papeže Julia II. Ke konci života se kromě malování závěsných obrazů a nástěnných maleb začal věnovat architektuře, jak dokazují dveře, tvořící součást kostela Santa Maria Presso San Satiro.
První nesnáze přišly 22. ledna 1525, kdy byl Bramantino přinucen opustit město a přemístit se pěšky přes Alpy do exilu do města Susa. 10. března téhož roku byl ale zase zpět v Miláně a pracoval pro vévodu Francesca II. Sforzu na pozici dvorního malíře a architekta. Z manželství s Elisabettou měl dceru Giulii, jež dala Bramantinovi vnuka Francesca. Zprávy o malíři a architektovi Bramantinovi mizí ke dni 23. března 1530, což znamená, že k tomuto datu byl již mrtev. Přesné datum smrti zůstává stejně jako datum jeho narození dosud neznámé.

## Malířské dílo

### Počáteční období
Jeho první malířskou práci zřejmě představuje postava sv. Jana Evangelisty na hlavním oltáři baziliky v Treviglio, jehož zhotovení bylo svěřeno malířům Bernardovi Zenale a Bernardinu Butinone v osmdesátých letech 15. století. Na všech raných dílech Bramantina se projevuje vliv expresivity ferarského malířství – Madona s Ježíškem z roku 1485 v Bostonu, Filémón a Baukis či Adorace Ježíška z téhož roku. Kromě ozvuku zmíněných malířů se nacházejí v raném Bramantinově díle paralely i s dobovým sochařstvím, zejména s Giovannim Antoniem Piattim. Zlom nastal po roce 1503, kdy byl požádán pořídit kopii obrazu Cenacolo od Leonarda da Vinci.
Postavy na obrazech z tohoto období jsou výrazně štíhlé, protáhlé do výšky, a zahalené do šatů s ostrými záhyby. Architektura, obklopující postavy, je přetížena ornamenty a detaily stejně jako to lze vidět na stavbách Bramanteho v Miláně – Santa Maria presso San Satiro a Santa Maria delle Grazie. Na obraze Bolestný Kristus z roku 1490 jeho vliv ještě zesiluje, porovnáme-li jej s Bramantovým Kristem u sloupu z roku 1485, dnes umístěným v Pinacoteca di Brera v Miláně po boku obrazů Raffaela a Piera della Francescy. Na počátku tvorby se Bramantino věnoval i malbě technikou fresky, jak dokazují Múzy na zámku ve městě Voghera, nedaleko Milána, namalované pravděpodobně mezi lety 1499–1503, kde lze dobře sledovat malířův zájem o architekturu. Další fresky se nacházely v Miláně, z nichž se na původním místě dochovala pouze malba Arga v Castello Sforzesco, dlouho spojovaná s Bramantem.

### Období po roce 1503
Roku 1503, kdy byl vyzván k malbě dle Leonardovy Poslední večeře, se Bramantinův malířský styl pod vlivem Leonarda výrazně mění. Pod vlivem Leonarda začal užívat sfumato a zahájil novou práci se světlem, jak můžeme pozorovat na Ukřižování z let 1503–1504, kde na Leonarda odkazuje i fyziognomie některých postav, či na triptychu Archanděla Michaela z roku 1505. Od roku 1501 se Bramantino věnoval návrhům kartonů pro tapisérie, zobrazující dvanáct měsíců v roce, jež byly realizované mezi lety 1504–1509. Objednány byly Gian Giacomem Trivulziem, řečeným il Magno, pro svatbu jeho syna a Paoly Gonzaga. Koncept jednotlivých tapisérií se shoduje. V centru malíř vždy umístil personifikaci příslušného měsíce, obklopeného dalšími postavami, oddávajícími se pracím pro jednotlivé měsíce typickým. Vyobrazení pokaždé doprovází zobrazení Slunce a příslušného znamení zvěrokruhu. Za společnou charakteristiku lze pokládat symetričnost, zájem o architekturu a patrné shody s aktuální malířovou tvorbou.
Jeho další tvorbu ovlivnil pobyt v Římě. Přesné datum, kdy přijel do Říma, neznáme, ale 4. prosince 1508 už pracoval ve vatikánských apartmánech Julia II. Vasari nás zpravuje o tom, že se tyto práce odehrávaly v dnešní Heliodorově síni, z nichž se zachovala blíže neurčitelná alegorická figura umístěná v klenáku nad výjevem Cacciata di Eliodoro od Raffaela. 1. listopadu 1509 byl už Bramantino v Miláně, kde začal pracovat v Palazzo del Carmagnola na fresce Madony s Ježíškem mezi dvěma anděly, jež byla součástí dekorativní výzdoby v paláci se nacházející, na níž malíř spolupracoval již se svou dílnou. Spolu s novou monumentalitou, kterou mu přinesl římský pobyt zejména co se týče zpracování drapérie, jeho dílo i po roce 1508 doprovází znalost tvorby Leonarda da Vinciho, jak vidíme na Seslání Ducha Svatého z let 1512–1513, inspirovaného v postavách apoštolů v popředí Leonardovou Sv. Annou Samotřetí z let 1508–1513, umístěnou dnes v Louvru. Kromě Leonarda lze v dílech z této doby vysledovat i souvislost s dobovým sochařstvím, například sochařem Bambaiou. Z let 1510–1515 pochází jediné malířem signované plátno Útěk do Egypta.

### Ikonografické zvláštnosti v díle
Ikonografické zvláštnosti provázejí celou malířovu tvorbu už od jejích počátků. První takovéto dílo představuje Adorace Ježíška, již přihlíží řada postav, jejichž identifikace je ve dvou případech obzvlášť obtížná. Dle nejnovější publikace, věnující se Bramantinovu dílu, v postavě muže zcela nalevo se skrývá buď císař Augustus nebo Vergilius a v ženské postavě zcela napravo Sibyla Tiburtinská . Vlastní invenci, co se týče ikonografie, ukazuje i na Múzách ve Vogheře, jejichž atributy neodpovídají běžným atributům v té době pro ně používaných. Neobvyklý prvek nalezneme i v Ukřižování z let 1503–1504, kde je ďábel po Kristově levici vyobrazen nahý. Jeho obrazy často zachycují i apokryfní líčení, jako ve Svaté rodině z let 1503–1504, vyobrazující svatou rodinu utíkající před draky, jak vypráví Pseudo-Matoušovo evangelium, které Bramantino zná velmi dobře, neboť stejnou situaci vyobrazuje i na signovaném Útěku z Egypta. Pro běžného pozorovatele je ale daleko zajímavější pojetí ďábla jako velké antropomorfní ropuchy na Triptychu sv. Michala.

## Bramantino architektem
První důležitou architektonickou zakázku představovaly pro Bramantina dvoje dveře, směřující do via Falcone, umístěné na kostele Santa Maria presso San Satiro. Aspoň u jedněch z nich je jisté, že byla provedena roku 1514 sochařem Giovannim Antoniem Oggionim, který několik let poté realizoval náhrobek Pietra Foppy v milánském kostele San Marco dle návrhu Bramantina. Dalším vodítkem pro spojování těchto dveří s Bramantinem je grafika zachycující jeho obraz Oplakávání Krista i s rámem, který nápadně připomíná formy dveří na milánském kostele.
Více informací máme v případě jeho největší známé architektonické zakázky, mauzolea pro Gian Giacoma Trivulzia, přiléhající ke kostelu San Nazaro. Nejbližší stavbu, kterou mohlo být mauzoleum pro Trivulzia inspirované, představuje Cappella Colleoni v Bergamu, která je stejně jako mauzoleum založena na principu centrály, jež se zvenku jeví jako čtverec, ale vnitřní prostor je oktogonální a členěný nikami, v nichž se nachází kamenné sarkofágy jednotlivých členů rodiny Trivulzio. Dle fragmentů nástěnných maleb lze usuzovat na bohatou výzdobu. Kromě prací na mauzoleu se ve stejné době věnoval i pracím pro kostel Santa Maria del Pilastrello v Binasco.